# Angel Deradoorian
Angel Deradoorian (* 18. července 1986) je americká hudebnice.

## Kariéra
Od roku 2007 vystupovala se skupinou Dirty Projectors, ze které však zanedlouho odešla. Nahrála s ní alba Bitte Orca (2009) a Mount Wittenberg Orca (2010). Roku 2009 vydala své debutové EP nazvané Mind Raft a téhož roku nazpívala píseň „I Wanna Be Your Boyfriend“ z alba LP skupiny Discovery. V roce 2010 nazpívala píseň „A Peace of Light“ z alba How I Got Over skupiny The Roots.
V roce 2011 vydala společný singl s hudebníkem Albertem McCloudem. O tři roky později hostovala v písni „Siren Song“ z alba You're Dead! hudebníka a hudebního producenta Flying Lotuse. Rovněž společně s Aveyem Tarem vystupovala se skupinou Slasher Flicks, která v roce 2014 vydala první album s názvem Enter the Slasher House. Roku 2015 zpívala v písni „AQUΛRIA“ ze stejnojmenného alba hudebníka vystupujícího pod pseudonymem Boots. Téhož roku vydala svou první sólovou dlouhohrající desku The Expanding Flower Planet.

## Diskografie
Sólová
- Mind Raft (EP, 2009)
- The Expanding Flower Planet (2015)
- Eternal Recurrence (EP, 2017)
- Find the Sun (2020)

Ostatní
- Pride (Phosphorescent, 2007)
- The Truth Is That You Are Alive (An Angle, 2007)
- The Island Moved in the Storm (Matt Bauer, 2008)
- To Willie (Phosphorescent, 2009)
- Bitte Orca (Dirty Projectors, 2009)
- LP (Discovery, 2009)
- Mount Wittenberg Orca (Dirty Projectors, 2010)
- How I Got Over (The Roots, 2010)
- The Only She Chapters (Prefuse 73, 2011)
- Veils (Guilty Ghosts, 2011)
- The Ganzfeld (Matmos, 2012)
- Moody Coup (Co La, 2013)
- The Marriage of True Minds (Matmos, 2013)
- „Ordinary Love“ (singl; U2, 2013)
- Modern Vampires of the City (Vampire Weekend, 2013)
- Enter the Slasher House (Slasher Flicks, 2014)
- You're Dead! (Flying Lotus, 2014)
- Sucker (Charli XCX, 2014)
- The Desired Effect (Brandon Flowers, 2015)
- AQUΛRIA (Boots, 2015)
- 99¢ (Santigold, 2016)
- I Had a Dream That You Were Mine (Hamilton Leithauser a Rostam Batmanglij, 2016)
- Binasu (NV, 2016)
- City of No Reply (Amber Coffman, 2017)
- Half-Light (Rostam Batmanglij, 2017)
- Death Valley Oasis (D33J, 2017)
- Eucalyptus (Avey Tare, 2017)
- It Comes at Night (Brian McOmber, 2017)
- No. 4 (Christina Vantzou, 2018)